# Puccinia windsoriae
Puccinia windsoriae är en svampart som beskrevs av Schwein. 1832. Puccinia windsoriae ingår i släktet Puccinia och familjen Pucciniaceae.   Inga underarter finns listade i Catalogue of Life.